# فيروزة (شهرستانة)
فيروزة (بالفارسية: فیروزه) هي قرية تقع في إيران في قسم شهرستانة الريفي. يقدر عدد سكانها بـ 131 نسمة بحسب إحصاء 2016.